# Hidrat de cloral
L'hidrat de cloral és un compost químic, un medicament, sedant i hipnòtica, a més de ser un reactiu químic i un precursor. Està format per cloral per addició d'una molècula d'aigua. La seva fórmula química és C2H2Cl3O2.
Va ser descobert per la clorinació de l'etanol el 1832 per Justus von Liebig a Gießen. Les seves propietats sedants van ser publicades ja el 1869 i de seguida es van començar a usar. Al final del segle xix era una droga recreativa i de prescripció mèdica. També s'empra com a agent clarificant per la quitina i fibres i com ingredient clau en el medi Hoyer de preparació pel microscopi per a veure organismes petits, seccions histològiques i parts dels cromosomes.
Junt amb el cloroform, és un producte, en petites quantitats de la cloració de l'aigua quan hi ha matèria orgànica.

## Producció
L'hidrat de cloral es produeix a partir de clor i etanol en una solució àcida. En condicions bàsiques té lloc la reacció haloform i es produeix cloroform.
4 Cl₂ + C₂H₅OH + H₂O → Cl₃CCH(OH)₂ + 5 HCl

### Hipnòtic
L'hidrat de cloral es fa servir per al tractament a curt termini de l'insomni i com a sedant abans de tractaments mèdics menors o dentals. Va ser llargament desplaçat a mitjan segle xx pels barbiturats i després per les benzodiazepines. També s'havia fet servir en veterinària com anestèsic general. És un dels sedants que no suprimeix les descàrregues epileptiformes.

## Efectes adversos
A llarg termini està associat amb un desenvolupament ràpid de la tolerància als seus efectes i una possible addició, a més d'efectes adversos com problemes gàstrics i fallada renal, cardíaca i hepàtica. En la sobredosi sovint apareixen nàusees, vòmits, confusió, convulsions, arrítmia i coma.